# Jet Set Radio
Jet Set Radio (Jet Grind Radio w Ameryce Północnej) – gra video wydana na zasadzie wyłączności na konsolę Dreamcast.
Gra jako jedna z pierwszych na rynku gier komputerowych zaprezentowała innowacyjną grafikę w technologii cel-shading. Gra miała również swoją dwuwymiarową wersję na konsolę Game Boy Advance. Sequel gry pod tytułem Jet Set Radio Future został wydany na konsolę Xbox (pierwszej generacji).
We wrześniu 2012 roku SEGA wydała remake Jet Set Radio HD na PC oraz konsole Xbox 360 (XBLA), PS3 (PSN) i PS Vita. Dnia 29 listopada miała miejsce premiera również na urządzenia mobilne Android oraz iOS.